# Champions Chess Tour 2023
Die Champions Chess Tour 2023 war eine Serie von über das Internet veranstalteten Schnellschachturnieren, die zwischen dem 3. Februar und 16. Dezember 2023 stattfand. Gesamtsieger der Serie wurde der Norweger Magnus Carlsen.

## Modus
In der Ausgabe 2023 wurden sechs Vorrundenturniere veranstaltet. Zu den Online-Turnieren konnten Schachgroßmeister antreten, weitere FIDE-Titelträger konnten sich über wöchentlich durchgeführte Turniere nach Schweizer System ebenfalls eine Teilnahme sichern. Jedes der Vorrundenturniere bestand aus einem anfänglichen Play-In, gefolgt von Platzierungsrunden für die drei Divisionen. In diesen wird im K.-o.-System mit einer Startzeit von 15 Minuten und Zeitinkrement von 3 Sekunden ab dem ersten Zug gespielt, die vorherigen Spielrunden fanden mit 10 Minuten Startzeit plus 2 Sekunden Zeitinkrement pro Zug statt. Die Sieger der sechs Vorrundenturniere qualifizieren sich für das CCT Finale, weitere Spieler qualifizieren sich über eine Gesamtwertung, sodass insgesamt acht Teilnehmer im Finale antreten. Hier wird ein Rundenturnier ausgespielt. Die beiden Bestplatzierten rücken direkt in das Halbfinale vor, ein weiterer Platz geht an den Sieger eines zusätzlichen Duells zwischen dem Dritten und Vierten. Der Verlierer dieses Duells spielt gegen den Sieger eines Duells zwischen Fünftem und Sechstem um den letzten Halbfinalplatz.

## Turniere
| Turnier                    | Play-In             | Knock-Out                   | Teilnehmer | Sieger                 |
| -------------------------- | ------------------- | --------------------------- | ---------- | ---------------------- |
| Airthings Masters          | 3. Februar          | 6. bis 10. Februar          | 149        | Magnus Carlsen         |
| Chessable Masters          | 13. März            | 3. bis 7. April             | 151        | Hikaru Nakamura        |
| ChessKid Cup               | 1. Mai              | 22. bis 26. Mai             | 148        | Nodirbek Abdusattorov  |
| Aimchess Rapid             | 12. Juni            | 10. bis 14. Juli            | 185        | Magnus Carlsen         |
| Julius Baer Generation Cup | 24. Juli            | 30. August bis 3. September | 170        | Magnus Carlsen         |
| AI Cup                     | 18. September       | 25. bis 29. September       | 175        | Maxime Vachier-Lagrave |
| Playoffs & Finale          | 9. bis 16. Dezember | 9. bis 16. Dezember         | 8          | Magnus Carlsen         |